# عبد الرحمن مجدي
عبد الرحمن مجدي صبحي محمد (مواليد 12 سبتمبر 1997) لاعب كرة قدم مصري يلعب لصالح النادي الإسماعيلي ومنتخب مصر في مركز الجناح.

## روابط خارجية
- عبد الرحمن مجدي على موقع إي إس بي إن إف سي (الإنجليزية)
- عبد الرحمن مجدي على موقع قاعدة بيانات كرة القدم.إي يو (الإنجليزية)
- عبد الرحمن مجدي على موقع ناشيونال فوتبول تيمز (الإنجليزية)
- عبد الرحمن مجدي على موقع Soccerway.com (الإنجليزية)
- عبد الرحمن مجدي على موقع عالم كرة القدم.نت (الإنجليزية)
- عبد الرحمن مجدي على موقع أوليمبيديا (الإنجليزية)